# San Vicente (El Salvador)

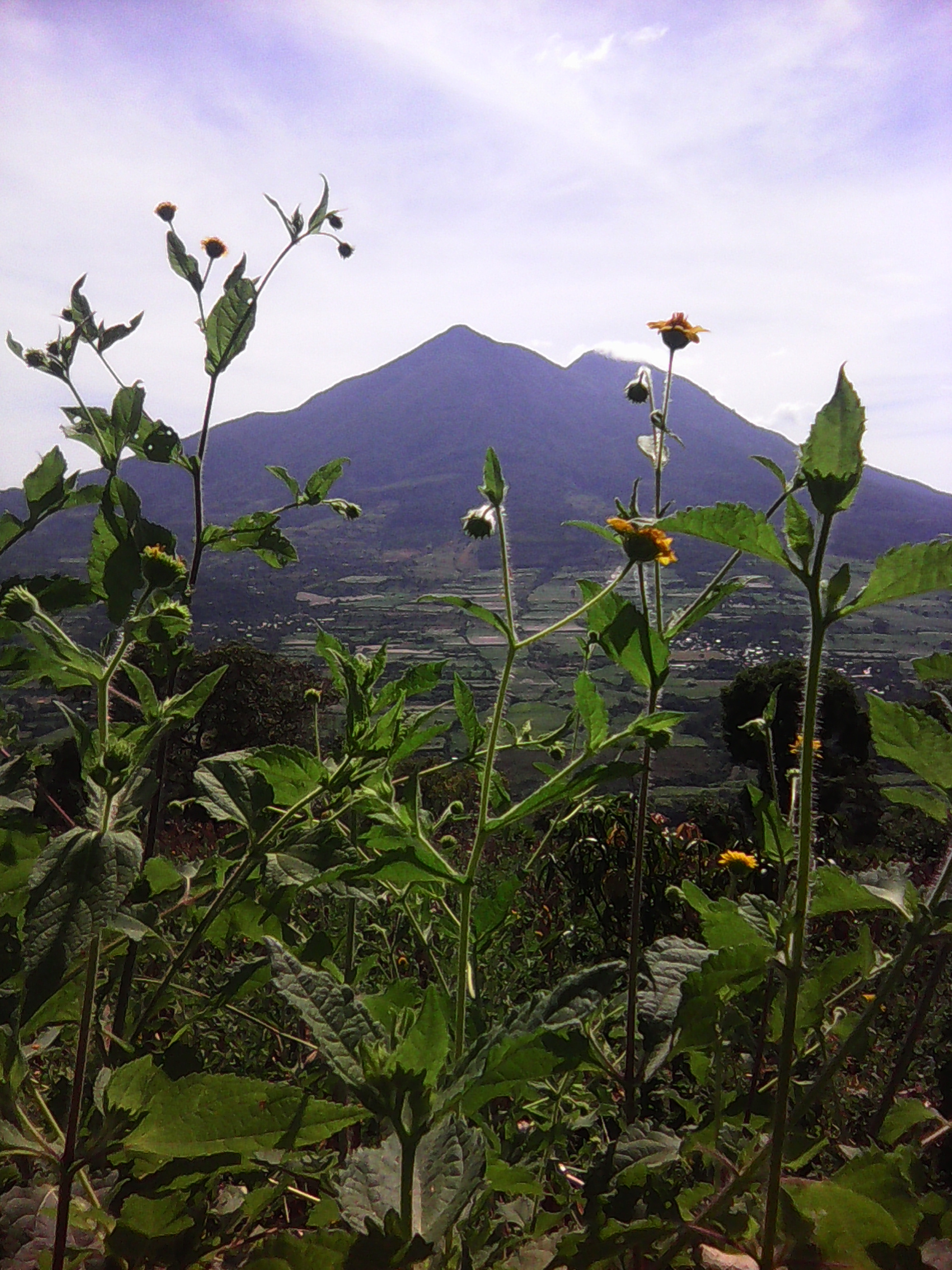
Vista al Volcán de San Vicente desde el Cerro Grande

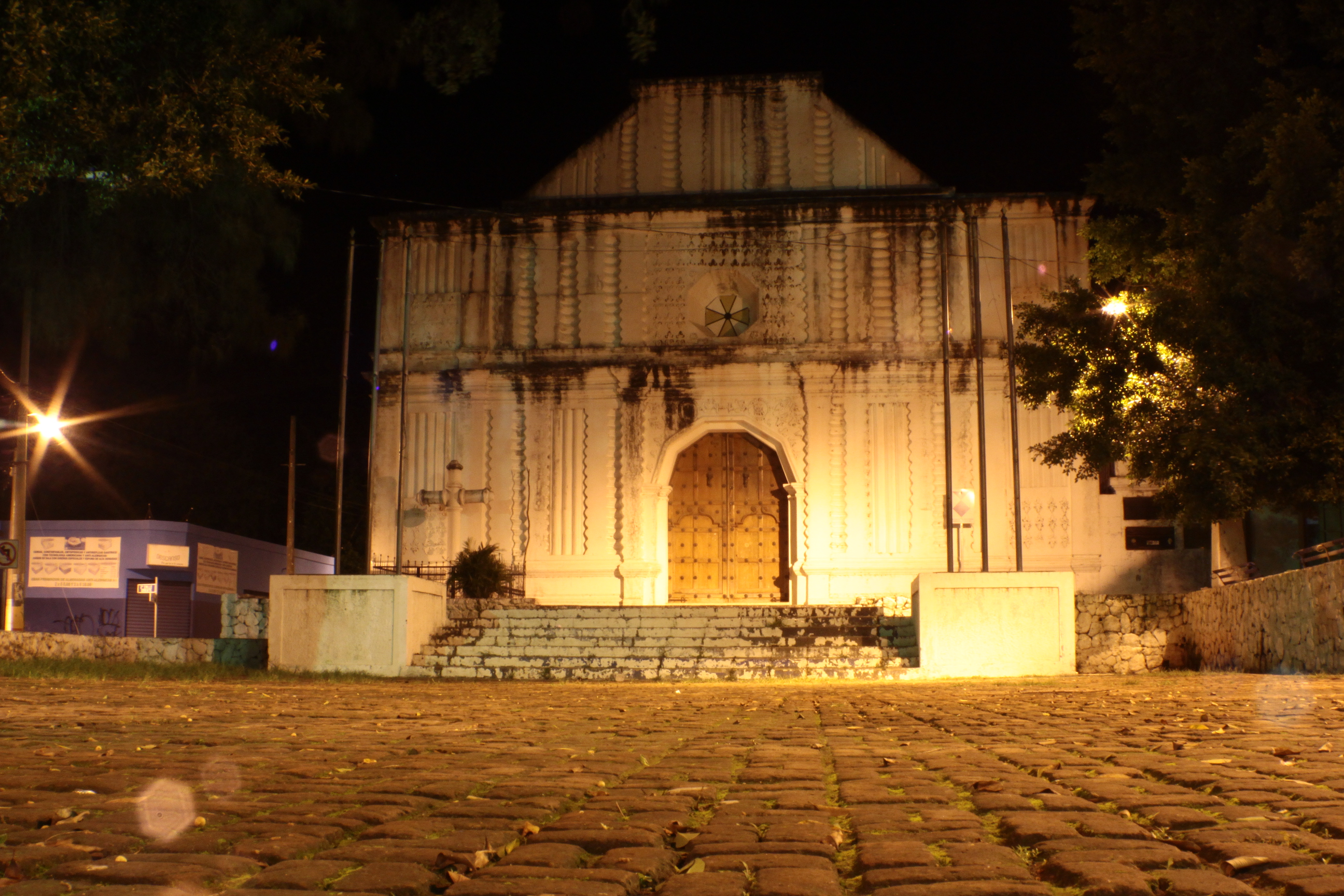
Iglesia Virgen del Pilar, histórica, ya que en ella se coronó como rey de los nonualcos, el líder campesino Anastasio Aquino, además, guardar los restos mortales del prócer José Simeón Cañas

San Vicente (nombre cotidiano), San Vicente de Austria y Lorenzana (nombre oficial), es la ciudad cabecera del municipio de San Vicente Sur y del departamento de San Vicente en El Salvador. Fue fundada en el año 1635 y llegó a ser capital del Estado entre 1834 a 1840, cuando El Salvador formaba parte de la República Federal de Centro América, esto debido a que San Salvador se convirtió en capital federal. Durante la colonización española, fue una de las localidades más importantes de la Intendencia de San Salvador.

## Geografía física
El distrito de San Vicente cubre un área de 267,25 km y la cabecera tiene una altitud de 390 m s. n. m. La localidad está ubicada en la margen derecha del río Acahuapa.

## Historia

### Época española
A mediados del siglo XVII, varias familias de españoles dedicadas al cultivo del añil residían en las poblaciones de Apastepeque, Tepetitán e Ixtepeque. Esta situación era prohibida por las Leyes de Indias, que dictaminaban el impedimento de convivir en pueblos de indios. Precisamente, el presidente, gobernador y capitán general del Reino de Guatemala, Álvaro de Quiñónez y Osorio, estipuló el 7 de julio de 1634 que los alcaldes mayores echasen “de dichos pueblos a los españoles, mestizos, negros y mulatos” de dichas localidades. Esto motivó a los vecinos desplazados a fundar una nueva colonia en 1635, decisión comunicada al Alcalde Mayor de San Salvador don Juan Sarmiento de Valderrama.

#### Fundación
De esta manera, el 26 de diciembre de 1635, medio centenar de familias fundaron bajo un árbol de Tempisque y a orillas del río Acahuapa la aldea que tuvo por nombre San Vicente de Lorenzana, en honor de san Vicente abad o San Vicente de León, superior del monasterio de San Claudio en León (España) y quien pertenecía a la Casa de Lorenzana, la misma del Capitán General del Reino.[cita requerida]

#### Villa
Gracias a una donación de 1600 pesos al rey Felipe IV de España, la Real Audiencia de Guatemala otorgó al poblado el título de villa en 1658, y fue cambiado su nombre a San Vicente de Austria en honor a la casa que pertenecía el soberano, quien a su vez fue nombrado primer alcalde honorario. Asimismo, el alcalde mayor de San Salvador dispuso el establecimiento de la Provincia de San Vicente. También fue levantada una iglesia parroquial cuyo primer cura y vicario fue José Becerra Corral.
Para 1662, don Alonso Vides de Alvarado, descendiente directo de los conquistadores don Gonzalo y don Jorge de Alvarado, hermanos del adelantado Pedro de Alvarado, fungió como alcalde de la localidad. Don Alonso también fue uno de los fundadores de San Vicente.
En 1740, de acuerdo a Pedro Cortés y Larraz, en San Vicente habitaban 1.741 personas que comprendían a 6 familias de españoles con 390 vecinos y 284 familias de ladinos, mulatos y negros con 1.081 individuos, siendo cabecera de la parroquia de igual nombre que abarcaba los pueblos de Ixtepeque y Apastepeque, y más de 31 haciendas. Era en ésa época San Vicente la única villa de españoles de la Alcaldía Mayor de San Salvador.
Una vez creada la Intendencia de San Salvador en 1786, fue uno de sus quince partidos, el cual incluía las poblaciones de Apastepeque, Ixtepeque, Saguayapa, San Sebastián, Tecoluca y Tepetitán. En la época de la colonización española, San Vicente era considerada —junto a San Salvador, Santa Ana, San Miguel y Sonsonate— uno de los principales núcleos urbanos donde residían la élite de criollos y españoles de la provincia salvadoreña. Además, fue uno de los principales centros de producción de añil, y uno de los lugares adonde se establecieron ferias para su comercialización.
Los Alcaldes Ordinarios electos en el 1 de enero de 1803 para regir ese mismo año eran don Francisco Antonio Merino, Alcalde de primer voto, y don Manuel Quirós, Alcalde de segundo voto.
En 1807, se contaban 107 españoles, 14,281 mulatos, y 2,659 mulatos en San Vicente.

#### Ciudad y rebelión
Durante los acontecimientos del primer movimiento independentista de San Salvador de 1811, los vecinos españoles, coadyuvados por el presbítero y canónigo doctor Manuel Antonio de Molina, rechazaron el alzamiento. Molina llegó a tachar el movimiento como sacrílego y afirmó el juramento de fidelidad a la monarquía española representada en Fernando VII. Otros apoyaron la rebelión, entre quienes se encontraban Antonio José Cañas, Juan Vicente Villacorta, Miguel Cerro, Nicolás Burgos, José L. Miranda y José M. Revelo. Por las muestras de fidelidad, el capitán general José de Bustamante y Guerra presentó ante el Consejo de Regencia de España e Indias la petición de otorgar el título de ciudad a San Vicente, lo que fue concedido el 11 de julio de 1812.

### Pos-independencia
Sin embargo, en la localidad hubo exaltación al momento de declararse la independencia centroamericana. El 15 de septiembre de 1821 firmaron el acta de independencia dos ilustres vicentinos: el presbítero y doctor José Mariano Calderón y San Martín y el presbítero y canónigo doctor Manuel Antonio de Molina y Cañas, quien para entonces simpatizaba con la causa de la independencia. También San Vicente se convirtió en aliada de San Salvador cuando se proclamó la anexión al Imperio Mexicano. Los vicentinos, con Juan José Villacorta a la cabeza, proclamaron en documento dirigido a los imperialistas: "...desengañémonos, hermanos guatemaltecos, mientras existan entre nosotros esas arpías venenosas esos émulos de nuestros triunfos que no agradecen la bondad generosa con que les hemos ofrecido la participación de nuestros bienes y felicidades; y que quisieran volver a sumergirnos en la espantosa lóbrega morada de la esclavitud, no hemos de vivir tranquilos, ni veremos asegurada nuestra libertad, San Vicente no se cansará de repetir que quiere ser libre e independiente absolutamente en unión de todo el pueblo de Guatemala..."
De hecho, los vicentinos apoyaron el ejército defensor de la emancipación en la batalla de Llano El Espino durante la anexión de la Capitanía General de Guatemala al Primer Imperio mexicano y se mostraron en contra de los grupos promonarquistas que se desplazaban desde San Miguel.
Por otro lado, el 12 de junio de 1824 se creó el departamento de San Vicente con su cabecera en esta ciudad. Asimismo, en la época republicana San Vicente enfrentó el alzamiento de Anastasio Aquino en 1833, quien la llegó a ocupar el 15 de febrero. A pesar de todo, fue esta misma ciudad donde murió el alzado el 24 de julio.
En 1834, San Vicente fue declarada capital del estado por Decreto Legislativo de 4 de octubre de 1834. Esto se debió al traspaso de la capital de la República Federal de Centro América a San Salvador. En ese tiempo, la población era descrita como: “una Ciudad que ofrece un vecindario, cuya adhesión al sistema, amor al orden y a la libertad es incorruptible” … “que tiene además edificios competentes, una temperatura sana y todas las comodidades apreciables”.

### Después de la disolución de la Federación
La capital del estado volvió a San Salvador en 1839 en vista de la disolución de la federación. En 1844, un congreso fue realizado en este lugar para tratar de establecer la unión de Centroamérica, pero no tuvo éxito.
En el informe de mejoras materiales del departamento de San Vicente hecho por el gobernador Manuel Jiménez en el 19 de enero de 1856, se informó que se habían mejorado los caminos principales, empedrando el resto de la cuesta inmediata a la ciudad en dirección a la costa. También se continuó casi hasta su terminación la reedificación de la casa de escuela.

### Época republicana
Para 1890, San Vicente tenía 8.570 habitantes. En ese tiempo, según descripción del geógrafo Guillermo Dawson, la ciudad se encontraba “dividida en siete barrios, llamados Santuario, San José, El Calvario, San Juan de Dios, San Francisco, Barrio Nuevo o Llano Verde y Callejón. Sus calles son la mayor parte rectas y empedradas. Tiene cinco iglesias, un cabildo amplio y elegante, diez o doce escuelas, un buen hospital y hermoso panteón. Sus alrededores son bellísimos y hay en la ciudad muy buenos baños públicos”.
En el 20 de abril de 1893, durante la administración del Presidente Carlos Ezeta, la Secretaría de Instrucción Pública y Beneficencia, a propuesta del director general de Educación Pública, acordó el establecimiento de una escuela mixta en el valle de San Antonio del Cerro, cuya dotación era 15 pesos mensuales.
En la madrugada del sábado 25 de marzo de 1899 ocurrió un temblor que dejó a la ciudad de San Vicente casi arruinada y afectó a las poblaciones aledañas. En cuanto se tuvo noticia en San Salvador de la entonces llamada «catástrofe» el ministro de Beneficencia, doctor don Francisco Antonio Reyes, partió a la ciudad llevando consigo fondos para atender a las necesidades del vecindario. Al mismo tiempo, el gobierno ordenó al General Luis Gómez para que al mando de 100 hombres se pusiera en marcha a la ciudad para mantener el orden. Los temblores arruinaron la iglesia parroquial, la del santuario y en parte a todas las demás, el Palacio Municipal, el cuartel, los edificios de las escuelas y las cárceles; quedaron  en el campo y sin hogar todos los vecinos de los barrios de San José y El Calvario, habiendo sufrido muchísimo el centro y los otros barrios.

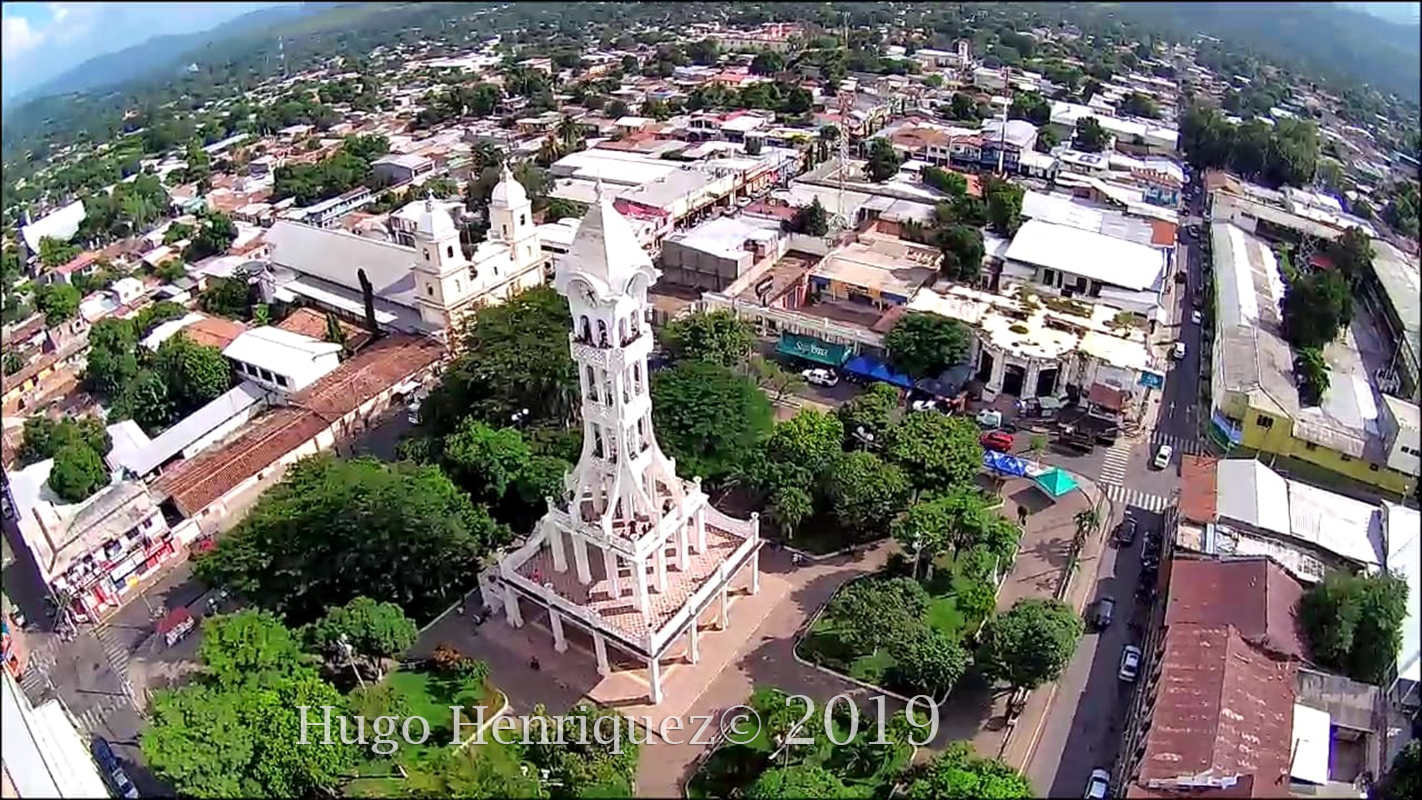
Torre y casco urbano de la ciudad de San Vicente, El Salvador

A lo largo de su historia, San Vicente ha sufrido diversas calamidades públicas debido a enfermedades como el cólera, viruela, fiebre amarilla y escarlatina durante el siglo XIX, y también terremotos como los sucedidos en 1719, 1783, 1854, 1855, 1872, 1915, 1917 y 2001.

## Demografía
Según el censo oficial de 2024, tiene una población de 52.461 habitantes, lo que lo convierte en el distrito más poblado del departamento y el número 28 a nivel nacional en términos de población.

## Patrimonio

### Basílica de Nuestra Señora del Pilar
De acuerdo a una anécdota, a mediados del siglo XVIII vivía en la ciudad el matrimonio de José Merino y doña Manuela de Arce. Cierto día, y por un ataque de celos, la esposa trató de acuchillar a José Merino en tres ocasiones. Sin embargo, al mismo tiempo que ocurrían las agresiones, una imagen de la Señora del Pilar empezaba a menearse lo que impedía cometer el asesinato.
Fue en el último intento que Manuela recobró el juicio. Debido al suceso, don José mandó construir una capilla en honor de la virgen, pero no llegó a ver la obra culminada por su fallecimiento. Sería su esposa quien continuaría la construcción. Por último la ermita pasó a manos de don Francisco Quintanilla quien levantó un templo más suntuoso que fue comenzado en 1762 y estrenado en 1769. Sin embargo, Quintanilla falleció dos años antes de su terminación.
El 4 de marzo de 1838 fueron sepultados en el interior del templo los restos del prócer salvadoreño José Simeón Cañas. La iglesia fue declarada Monumento Nacional en febrero de 1953. En la primera década del siglo XXI, fue sometida a reparaciones en su estructura debido a los daños ocasionados por el paso del tiempo y los terremotos de 2001.

## Patrimonio cultural material

### Festividades
Las fiestas patronales se celebran en el mes de diciembre en honor de san Vicente Abad y Mártir. También son días festivos el 15 de enero en honor al Señor de Esquipulas, y del 25 de octubre al 3 de noviembre, por la "Feria de todos los Santos". 
Los habitantes de San Vicente tienen como la fiesta más importante la cual es las fiestas patronales en honor de san Vicente Abad y Mártir la cual ellos disfrutan a lo máximo por sus elegantes y bonitas alboradas, su elección de india y reina y sus bonitas carrozas las cuales se pueden apreciar todas las noches del mes de diciembre. 
Debe  mencionarse también que  estas celebraciones, se desarrollan  bajo la modalidad de asignar a cada barrio o asociación un día específico  bajo su responsabilidad. Por lo que realizan una serie de actividades durante el año para recaudar fondos y poder sufragar los gastos de la celebración del día que se les ha asignado. Ese día  comienza la actividad a las 00 horas con un recorrido por toda la ciudad en la cual se va reventando pólvora durante toda la madrugada hasta finalizar el recorrido tipo 6am con la respectiva bebida de atol shuco con frijoles y pan francés. Más tarde en ese mismo día al inicio de la noche comienza la procesión con la imagen del patrono de la ciudad y finaliza las festividades antes de la medianoche con la famosa alborada antes mencionada.

### Deporte

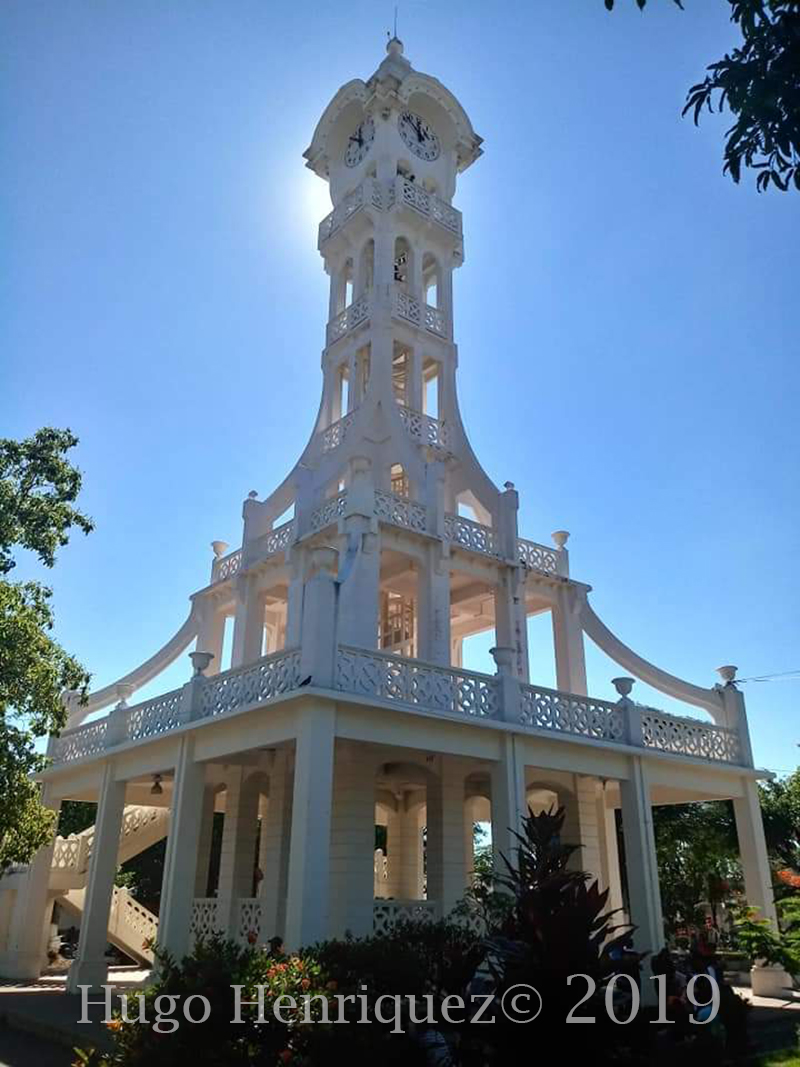
Torre de la ciudad de San Vicente

Actualmente San Vicente no cuenta con equipo en la Primera División de El Salvador, cuenta con sala y estadio acondicionado para practicar atletismo, fútbol, baloncesto y salto largo.